# 2012. november 24-i konzisztórium
A 2012. november 24-i konzisztóriumot XVI. Benedek pápa hívta össze október 24-én. Összesen 6 új bíborost kreált, közülük mindegyik pápaválasztó (80 év alatti).
| Nº                     | Ország                    | Név                                 | Életkor                | Hivatal                                     |
| Pápaválasztó bíborosok | Pápaválasztó bíborosok    | Pápaválasztó bíborosok              | Pápaválasztó bíborosok | Pápaválasztó bíborosok                      |
| ---------------------- | ------------------------- | ----------------------------------- | ---------------------- | ------------------------------------------- |
| 1                      | Amerikai Egyesült Államok | James Michael Harvey                | 63                     | a Falakon-kívüli Szent Pál-bazilika főpapja |
| 2                      | Libanon                   | Béchara Boutros Raï O.M.M.          | 72                     | Antiókia maronita pátriárkája               |
| 3                      | India                     | Baselios Cleemis (Isaac) Thottunkal | 53                     | szír-malankár nagyérsek                     |
| 4                      | Nigéria                   | John Olorunfemi Onaiyekan           | 68                     | az Abujai főegyházmegye érseke              |
| 5                      | Kolumbia                  | Rubén Salazar Gómez                 | 70                     | a Bogotái főegyházmegye érseke              |
| 6                      | Fülöp-szigetek            | Luis Antonio Gokim Tagle            | 55                     | a Manilai főegyházmegye érseke              |